# Landkreis Sprottau
Landkreis Sprottau var et distrikt i den tyske delstat Preussen fra 1816 til 1945. Det var en del af den preussiske provins Niederschlesien, før 1919 den preussiske provins Schlesien. Dens nutidige efterfølgere er Powiat Żagański og Powiat Polkowicki. Den 1. januar 1945 omfattede området:
- 3 byer, Primkenau, Sagan og Sprottau.
- 102 sognekommuner,
- 4 Gutsbezirke (skove og det militære øvelsesområde Neuhammer am Queis).